# Labin
Labin (wł. Albona) – miasto w Chorwacji, w żupanii istryjskiej, siedziba miasta Labin. Leży na południowym wschodzie Istrii, około 5 kilometrów od wybrzeża Adriatyku i portu Rabac. W 2011 roku liczył 6893 mieszkańców.
Stare miasto położone jest na wzniesieniu i góruje nad nowszymi częściami miasta. Na terenie miasta można zwiedzić lapidarium. Funkcjonuje tu przemysł spożywczy i odzieżowy.